# Тасманиан Дэвилс
Тасманиан Дэвилс(англ. Tasmanian Devils Football Club) — австралийский футбольный клуб, который выступал в Викторианской футбольной лиге в Австралии, базировался на острове Тасмания и управлялся AFL Tasmania (АФЛ Тасмания). Был основан в 2001 году. В своей лиге он был самым молодым клубом и был единственным не из штата Виктории. Клуб был расформирован после сезона 2008. 

## История клуба
В 1990 годах Тасмания проявляла интерес к созданию клуба для участия в Австралийской футбольной лиге. В 1995 и 1997 годах заявки на участие были отклонены. Футбольный клуб «Тасманиан Дэвилс» был сформирован в 2001 году и был принят в Викторианскую футбольную лигу в первом сезоне в том же году. АФЛ продолжает владеть клубом.
Название «Дэвилс» (рус. дьяволы) было выбрано в честь цепкого сумчатого хищника тасманийского дьявола, который является коренным жителем острова Тасмания.
В 2001 и 2002 годы команда показала посредственные результаты, но под руководством тренера Мэтью Армстронга «Дэвилс» впервые вышли в финал в 2003 году, заняв почетное третье место. В 2004 и 2005 годах «Дэвилс» выходили в финальную часть турнира, но не занимали призовых мест.
После шестилетнего срока в качестве тренера, Армстронг покинул пост. На оставшуюся часть года тренером был назначен Брендон Болтон.
В 2007 году на пост тренера был назначен Дарин Крессвелл. Однако под его руководством команда одержала победу лишь в 6 играх из 34.
В 2008 году АФЛ приняла решение создать Футбольную Лигу Тасмании, и клуб был расформирован.
В 2018 году AFL Tasmania была предоставлена временная лицензия, которая позволит «Дэвилс» или новому клубу в Викторианской футбольной лиге, базирующемуся в Тасмании, снова участвовать в ВФЛ с 2021 года.